# Engelska bryggan i Ystad

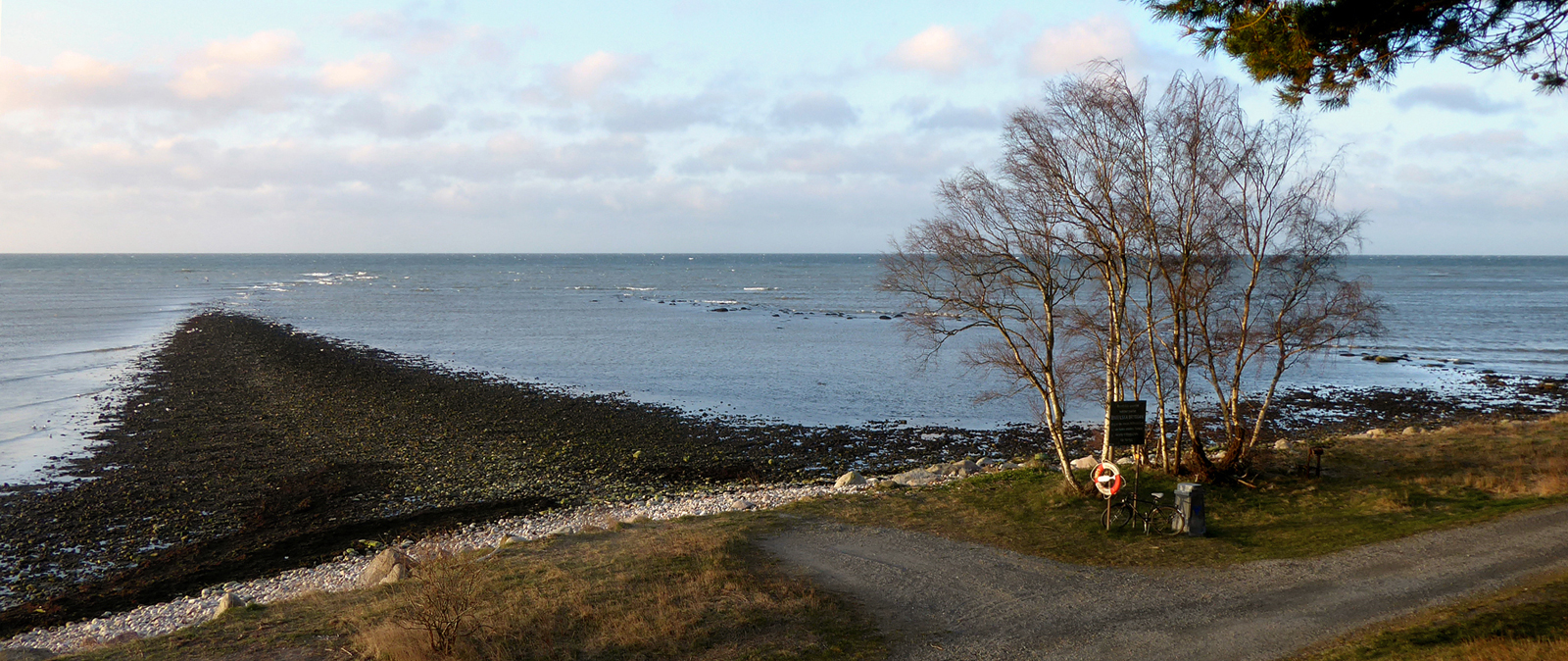
Lågvatten vid Engelska bryggan 3 april 2020.

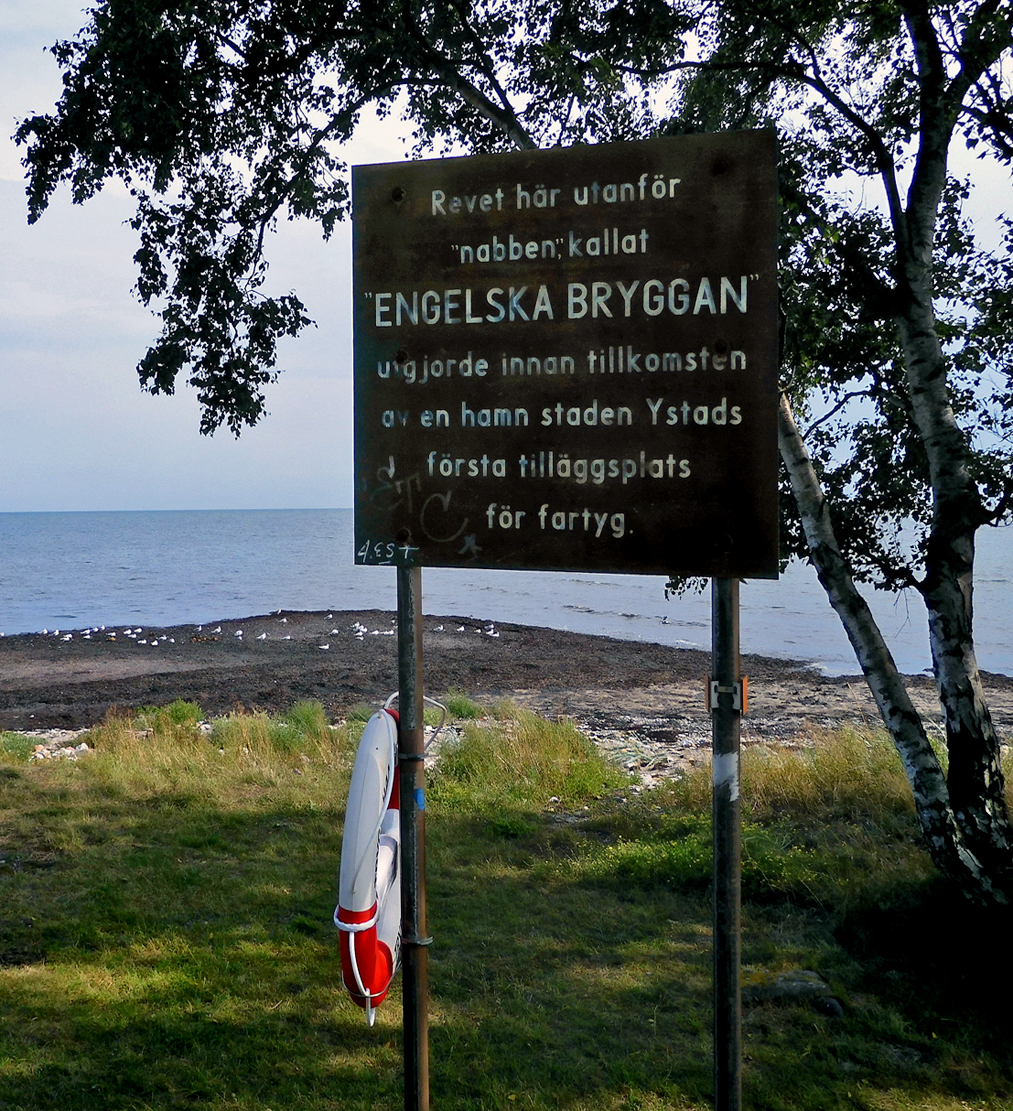
Info skylt om Engelska Bryggan 2021.

Engelska bryggan eller "Nabbet" är ett rev uppbyggt av resterna av Ystads första hamn som var i bruk till slutet av 1600-talet. Idag är det sedan många år ett populärt ställe för sportfiskare. Vid lågvatten (-30 cm eller lägre) går det att se revets sträckning mer än 200 meter ut. Strax väster om ligger ett mindre rev kallat "Storkahagen". 
Engelska bryggan ligger strax öster om Ystads sydligaste punkt kallad Världens ände. För ornitologer är detta Ystadbuktens bästa observationsplats för rastande och sträckande sjöfåglar.

## Galleri

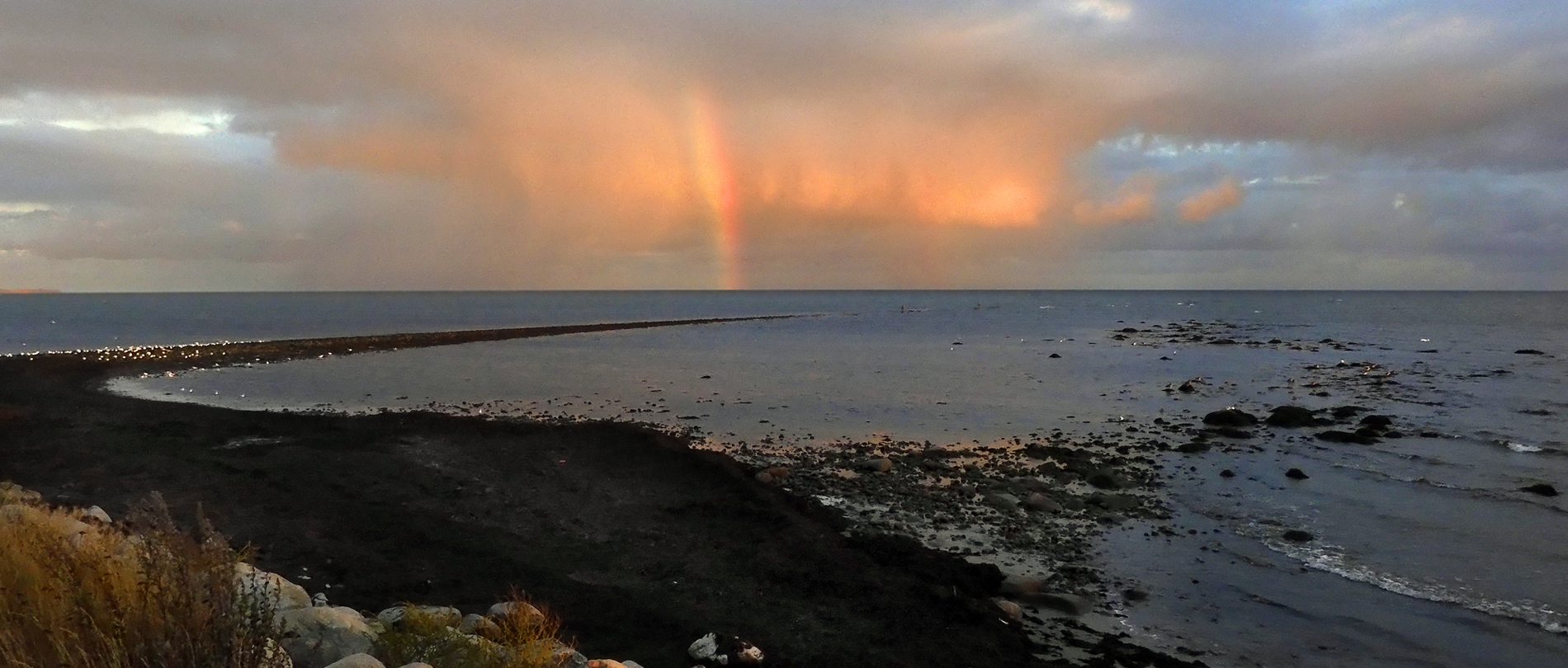
Engelska bryggan 13 sep 2022, till höger syns "Storkahagen".
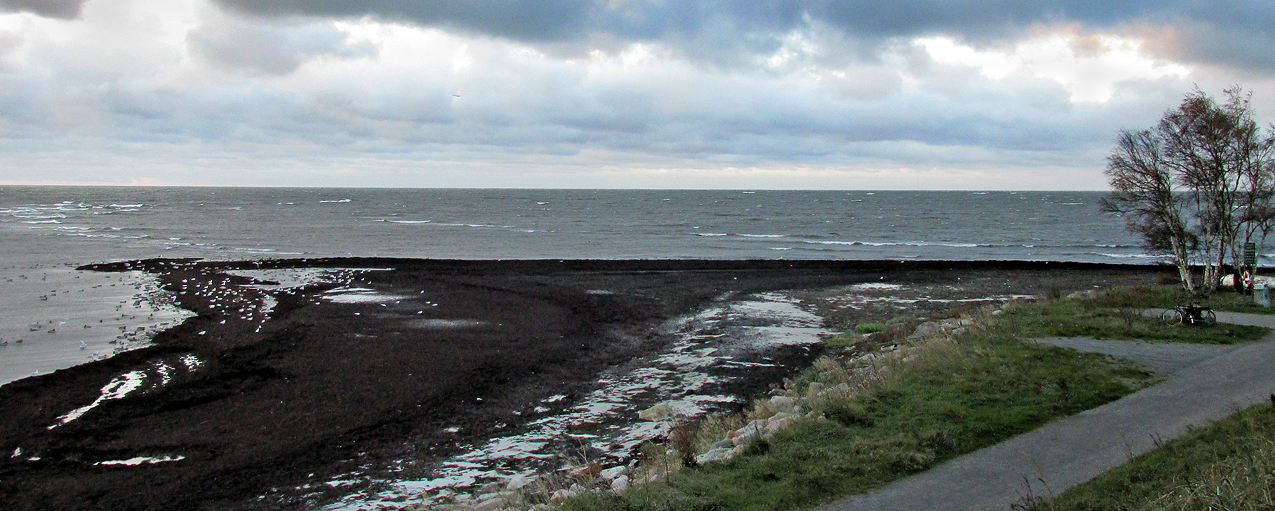
Engelska bryggan efter höststormen 28 okt 2013.
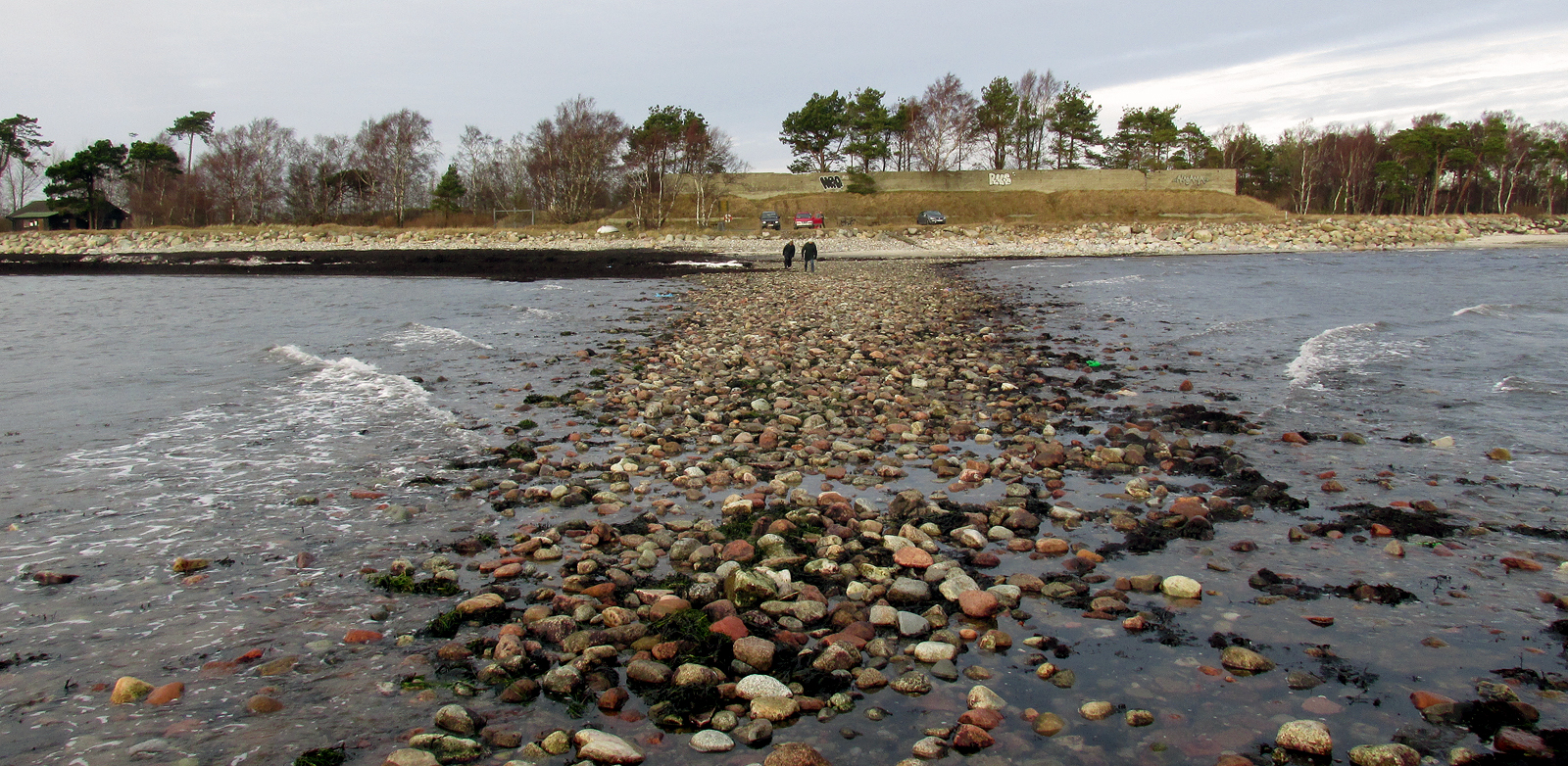
Engelska bryggan sett utifrån revet. 8 feb 2014.
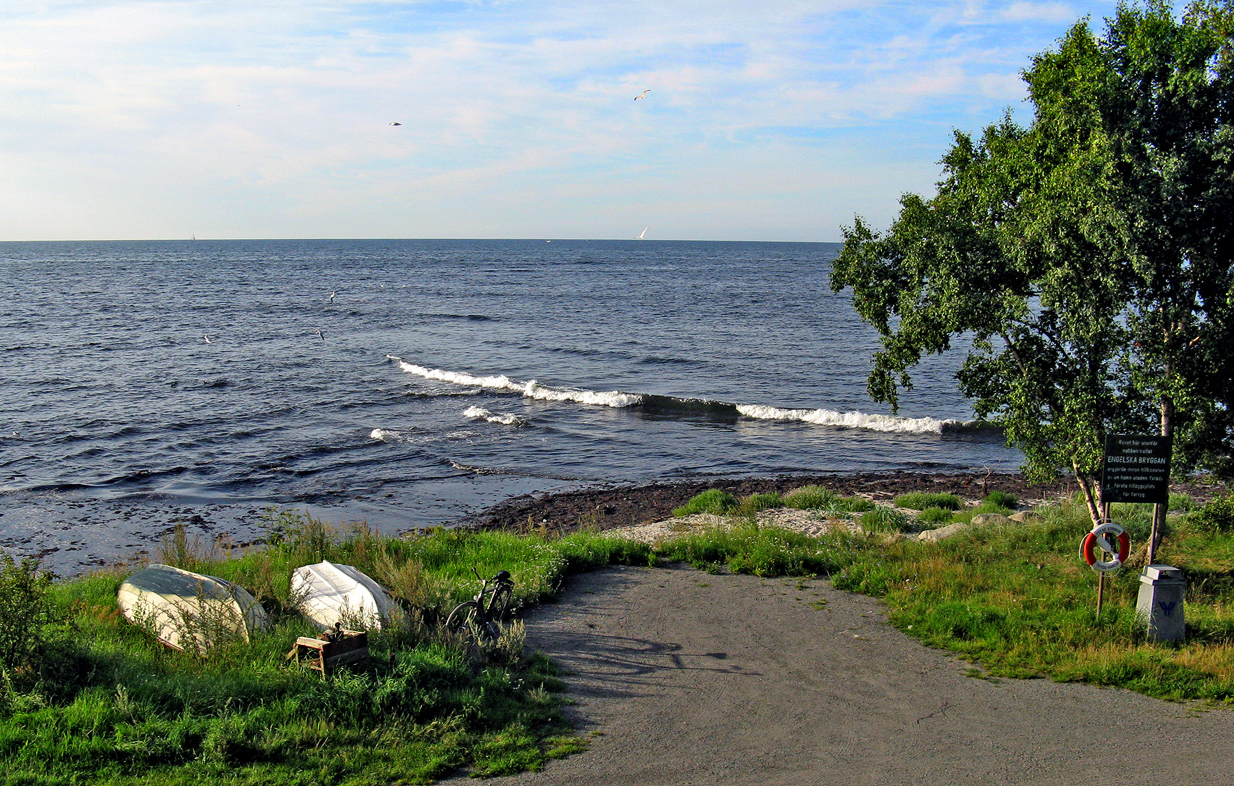
Engelska bryggan vid högvatten.